# Malval
Pour les articles homonymes, voir Malval (homonymie).
Malval (Malaval en occitan marchois) est une ancienne commune française située dans le département de la Creuse en région Nouvelle-Aquitaine. Ses habitants sont appelés les Malvalais(es).

## Géographie
Malval est située au nord de Bonnat, et est traversée par la Petite Creuse, affluent de la Creuse. Malval a une superficie de 403 hectares.

## Toponymie
De l'adjectif occitan mala « mauvaise » et val « vallée », la « mauvaise vallée ».

## Histoire
Un prieuré d'hommes fut fondé à Malval le 13 février 1038, grâce à une fondation effectuée par Albert de Chambon, seigneur de Malval. Il était issu de celui de Chambon-sur-Voueize, et fut placé sous le patronage de sainte Valérie.
Une place forte existait sans doute dès cette époque à Malval. Les ruines que l'on voit aujourd'hui sont celles du château Abain du XIIe siècle restauré au XIVe siècle après l'attaque de 1365. Selon Froissart, Du Guesclin y aurait séjourné en 1370. Il écrit en effet : « Si se bouta ès chateaux du signeur de Malval qui estoit tourné François » (Chron., XIV, 207). À la page précédente de sa chronique, Froissart rapporte que Du Guesclin parcourait alors le Limousin avec « 200 lances » et qu'il se barricadait le soir dans des forteresses, ne voulant pas faire reposer ses troupes en rase campagne.
Jean de Brosse, mort en 1433, avait dans son testament désigné son proche parent, l'amiral de Culant, comme tuteur de ses enfants. Marguerite de Malval, leur grand-mère maternelle, entendait les  soustraire à l'autorité de l'amiral. Elle les installa d'autorité dans son château de Malval. Après quelques démarches infructueuses, l'amiral fut contraint de mettre le siège devant le château pour obtenir la restitution des enfants.
Le 1er janvier 2019, elle fusionne avec Linard pour constituer la commune nouvelle de Linard-Malval.

## Politique et administration
| Période                                  | Période  | Identité              | Étiquette | Qualité |
| ---------------------------------------- | -------- | --------------------- | --------- | ------- |
| mars 2001                                | 2008     | Guy Rossignol         |           |         |
| mars 2008                                | 2014     | Jean-Luc Orain        |           |         |
| mars 2014                                | En cours | Marie-France Bertrand | DVG       |         |
| Les données manquantes sont à compléter. |          |                       |           |         |

## Démographie
L'évolution du nombre d'habitants est connue à travers les recensements de la population effectués dans la commune depuis 1793. Pour les communes de moins de 10 000 habitants, une enquête de recensement portant sur toute la population est réalisée tous les cinq ans, les populations de référence des années intermédiaires étant quant à elles estimées par interpolation ou extrapolation. Pour la commune, le premier recensement exhaustif entrant dans le cadre du nouveau dispositif a été réalisé en 2008.

En 2016, la commune comptait 42 habitants, en évolution de −8,7 % par rapport à 2010 (Creuse : −3,32 %, France hors Mayotte : +2,11 %).
| 1793 | 1800 | 1806 | 1821 | 1831 | 1836 | 1841 | 1846 | 1851 |
| ---- | ---- | ---- | ---- | ---- | ---- | ---- | ---- | ---- |
| 173  | 175  | 155  | 153  | 188  | 191  | 199  | 187  | 178  |

| 1856 | 1861 | 1866 | 1872 | 1876 | 1881 | 1886 | 1891 | 1896 |
| ---- | ---- | ---- | ---- | ---- | ---- | ---- | ---- | ---- |
| 189  | 179  | 160  | 171  | 154  | 172  | 166  | 156  | 139  |

| 1901 | 1906 | 1911 | 1921 | 1926 | 1931 | 1936 | 1946 | 1954 |
| ---- | ---- | ---- | ---- | ---- | ---- | ---- | ---- | ---- |
| 129  | 133  | 125  | 129  | 123  | 125  | 101  | 96   | 94   |

| 1962 | 1968 | 1975 | 1982 | 1990 | 1999 | 2006 | 2008 | 2013 |
| ---- | ---- | ---- | ---- | ---- | ---- | ---- | ---- | ---- |
| 80   | 72   | 55   | 53   | 50   | 57   | 48   | 46   | 42   |

| 2016 | - | - | - | - | - | - | - | - |
| ---- | - | - | - | - | - | - | - | - |
| 42   | - | - | - | - | - | - | - | - |

## Lieux et monuments
- Église Sainte-Valérie. L'église est classée au titre des monuments historiques en 1912[9].
- Une châsse en émail, chef-d'œuvre d'orfèvrerie limousine, provenant de cette église, est conservée au Musée des Beaux-Arts de Guéret. Elle représente la lapidation de saint Étienne.
- Château Abain, forteresse du XIVe siècle (voir ci-dessus) dont il ne reste que les ruines du donjon et d'une tour. Un troupeau de chèvres récemment installé autour des ruines évite à celles-ci d'être totalement envahies par les ronces et la végétation. L'édifice est inscrit au titre des monuments historiques en 2005[10].

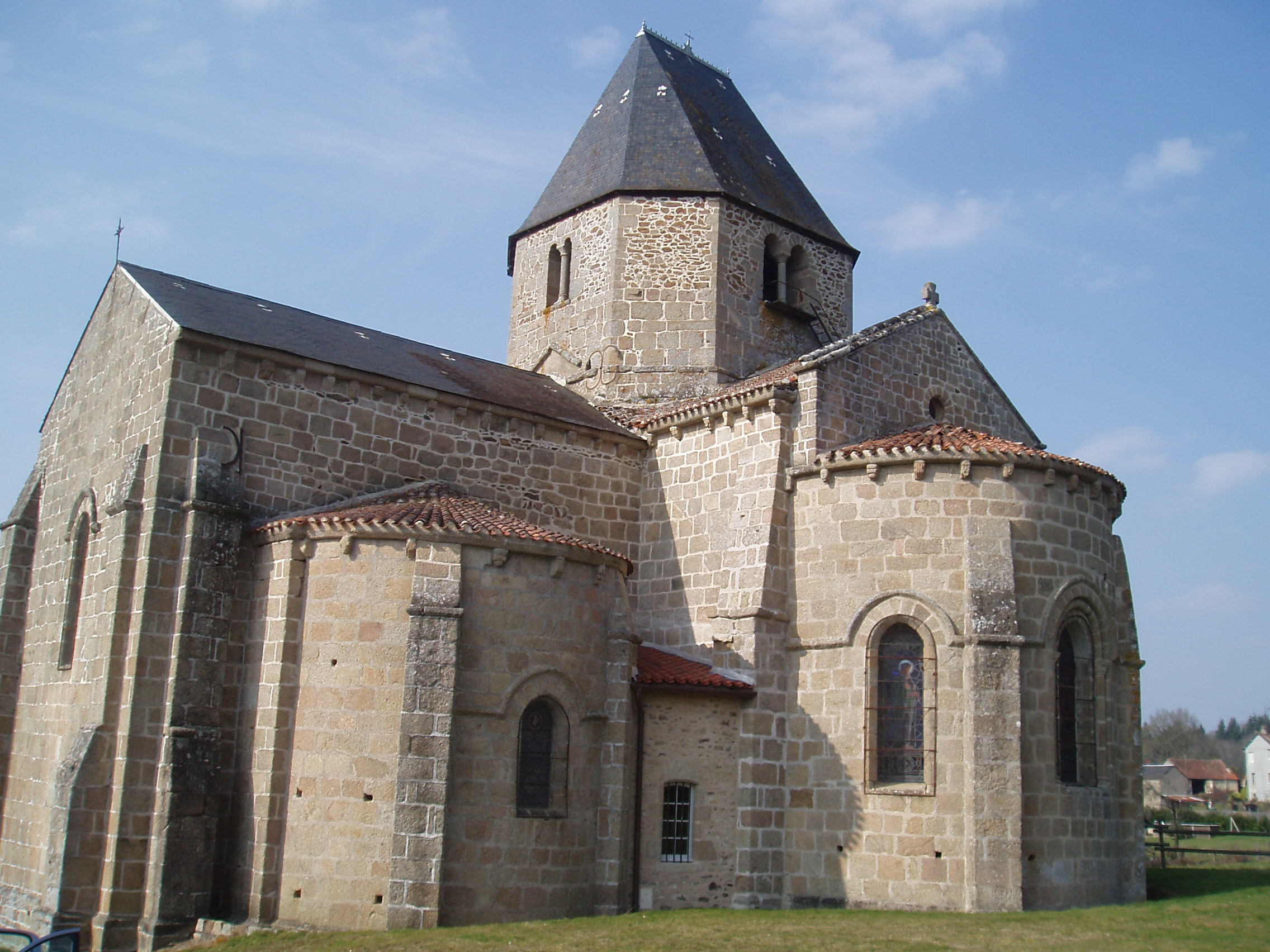
L'église Sainte-Valérie.
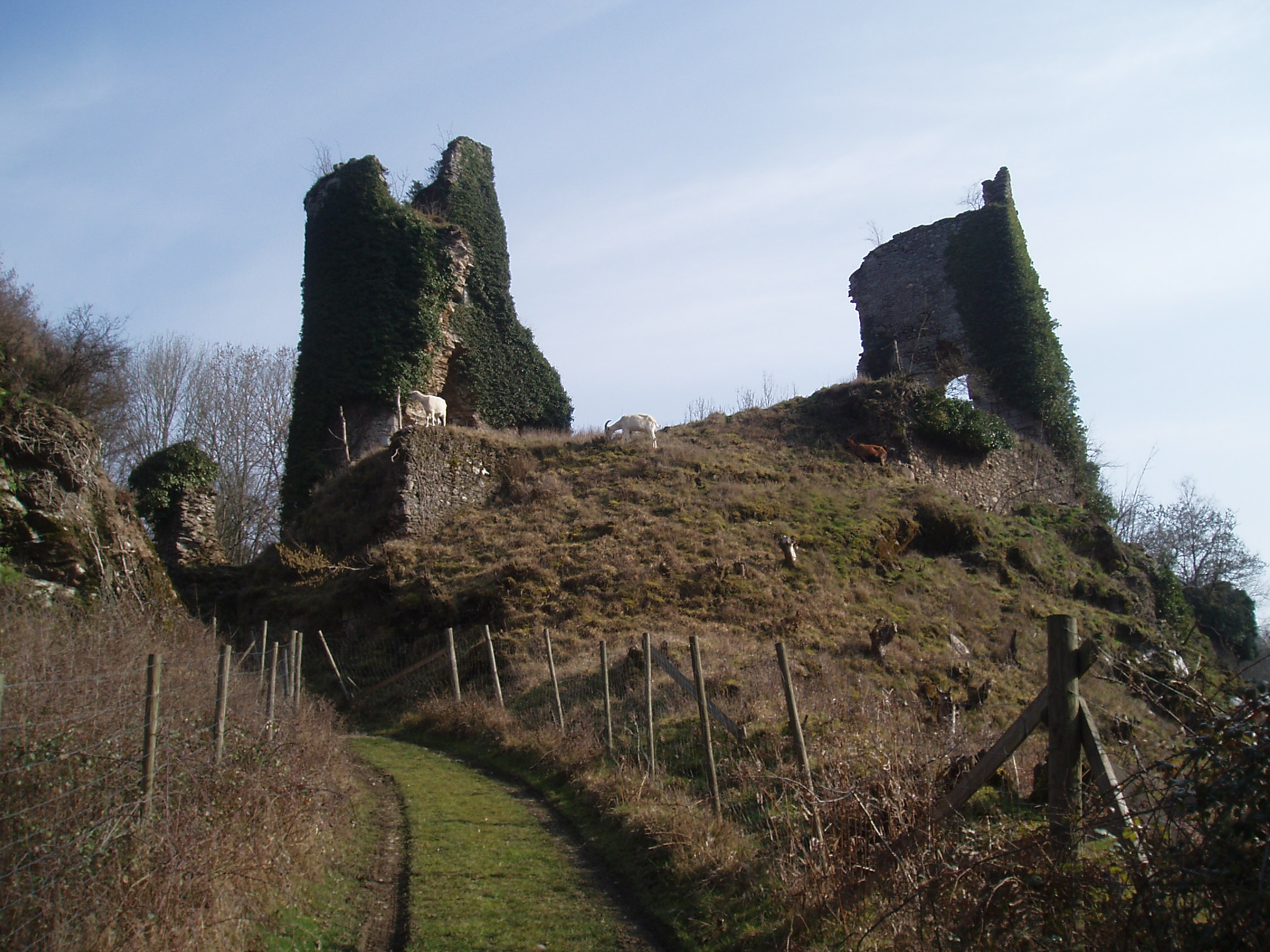
Ruines du château.
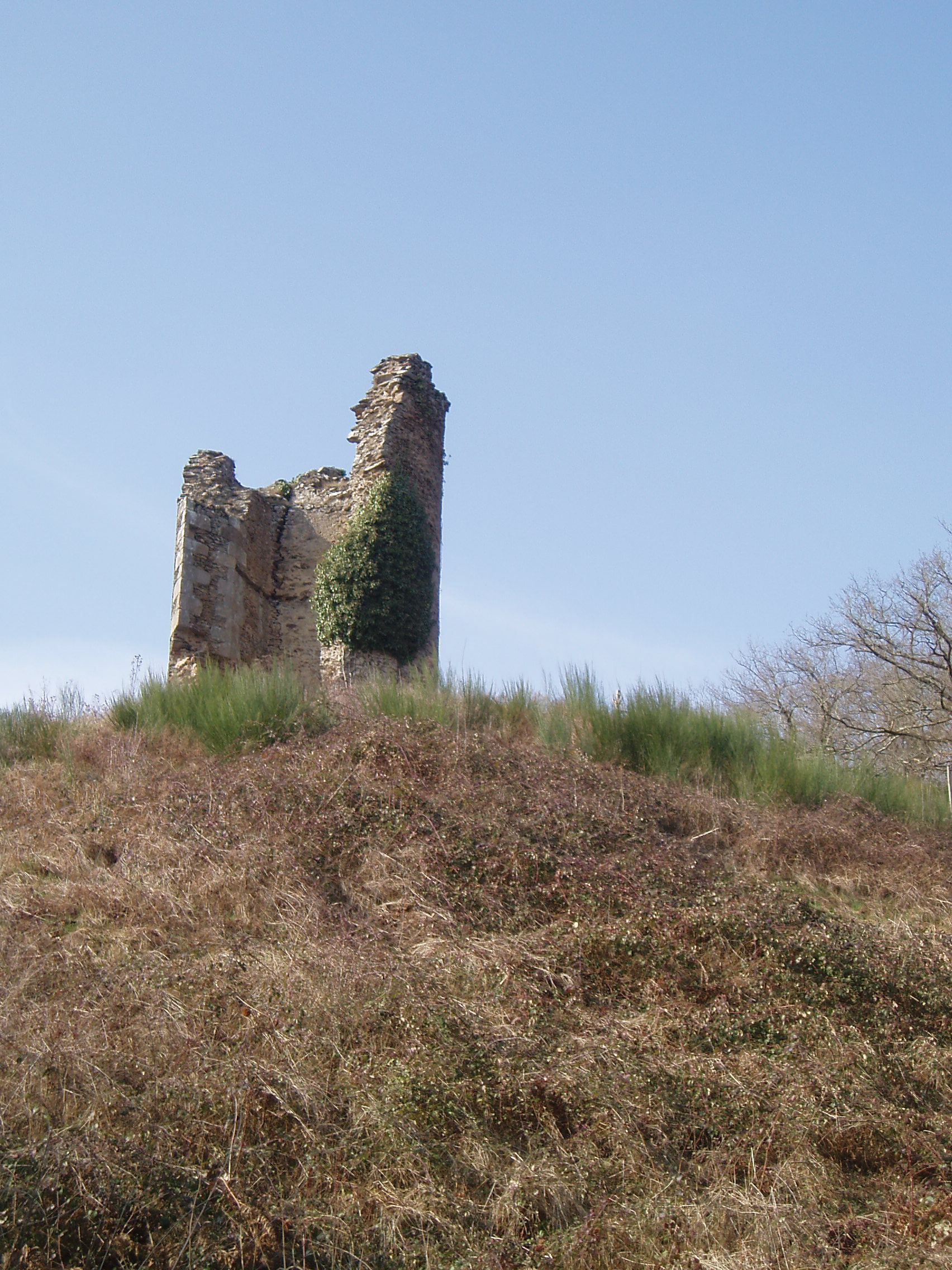
Ruines du château.
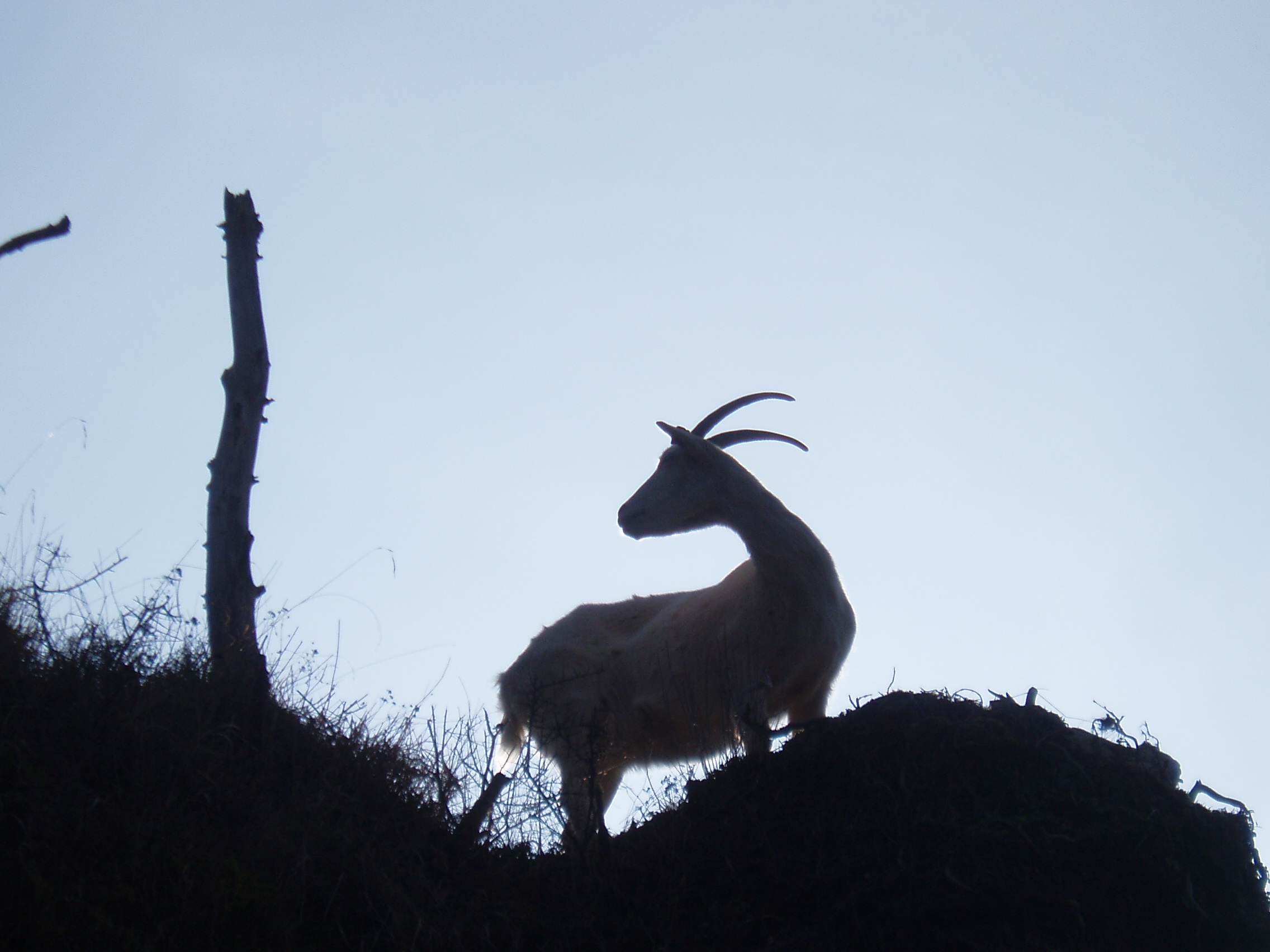
Ruines du château.
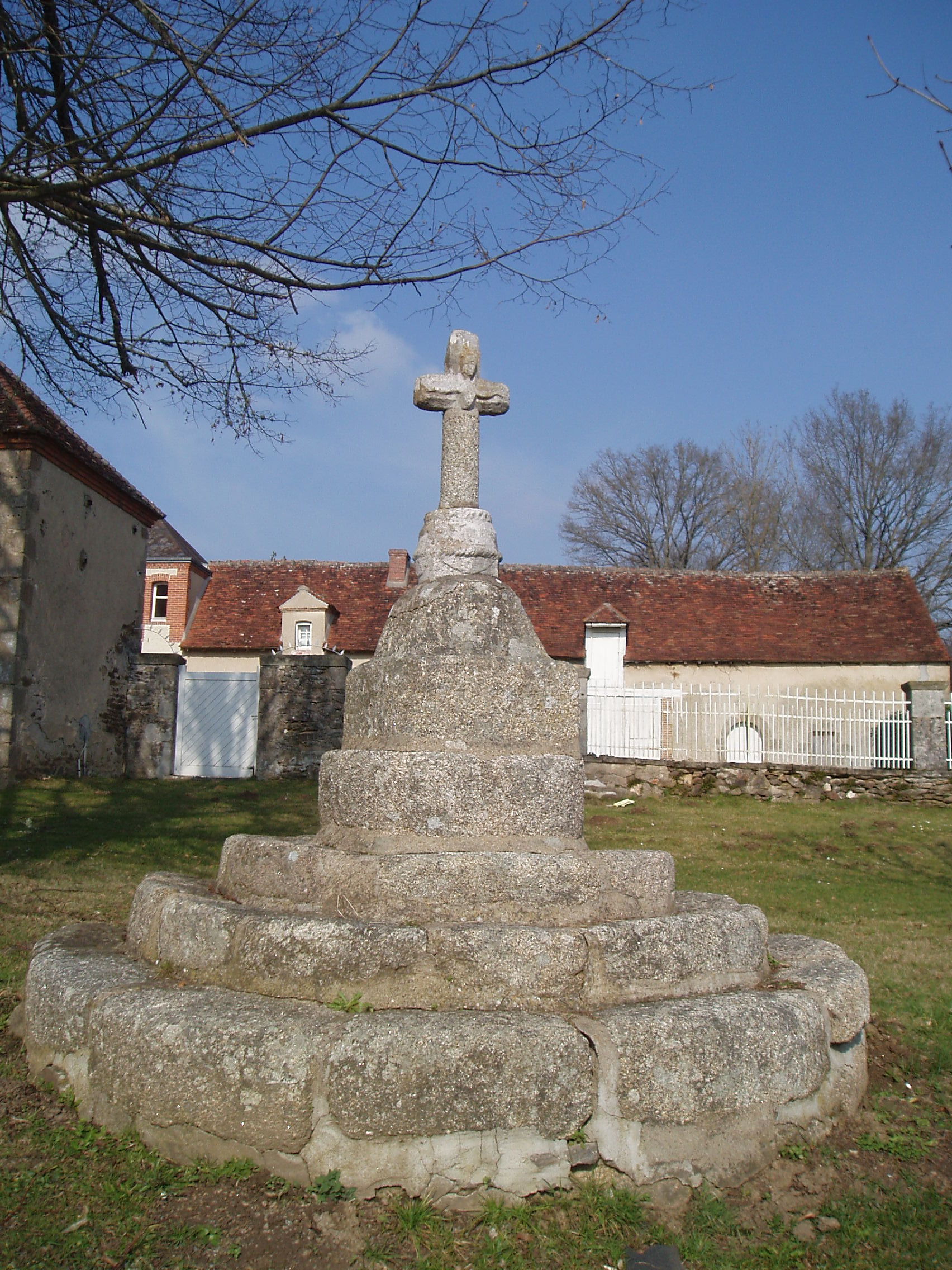
Croix.

## Personnalités liées à la commune
Bertrand du Guesclin